# Stephen Bronfman
Pour les autres membres de la famille, voir Famille Bronfman.
Pour les articles homonymes, voir Bronfman.
Stephen Bronfman (né à Montréal) est un homme d'affaires et philanthrope canadien.

## Biographie
Membre de la famille Bronfman, riche famille d'industriels montréalais, il est le fils du milliardaire Charles Bronfman et petit-fils de Samuel Bronfman et Saidye Bronfman.
Jeune homme, il s'intéressait peu aux affaires et rêvait de devenir skieur professionnel. Il a étudié au Williams College (Massachusetts). Son diplôme de premier cycle en poche, il revint à Montréal en 1986. Il travailla brièvement dans le département marketing de l'équipe des Expos de Montréal, alors propriété de son père. En 1990, il s'inscrivit à l'université Concordia pour suivre des cours de géologie.
En 1990, il se lança dans les affaires au sein de la société Claridge.

## Affaires
Il est à la tête de la firme d'investissement privée Claridge Inc., fondée en 1987 par son père, qu'il a rejointe en 1990. Il en est devenu le directeur exécutif en 1997. Les secteurs d'affaire privilégiés de la compagnie sont l’immobilier, l’alimentation, le sport et le divertissement. La compagnie a investi dans les tournées des Rolling Stones, de Madonna et Crosby, Stills, Nash and Young.
En 1999, il s'associa à un groupe d'investisseurs cherchant à maintenir l'équipe des Expos à Montréal, en vain. L'équipe avait été vendue par son père quelques années plus tôt. Il tentera, par la suite, de ramener une équipe de baseball à Montréal.
En 1999, il fut nommé au conseil d'administration de Seagram, l'entreprise de vente de boissons alcoolisées qui a fait la fortune de la famille Bronfman.
En 2001, il a fondé le Claridge Food Group, qui a investi dans Les Plats du Chef, Glutino et VLR.
En 2010, il tenta d'acheter l'équipe de hockey des Canadiens de Montréal.
Selon des documents révélés en 2017 dans le cadre des Paradise Papers, le sénateur libéral Leo Kolber a créé en 1991 une fiducie dans le paradis fiscal des Îles Caïmans. La famille Bronfman a contribué en versant de plus de 25 millions de dollars à cette fiducie, que ce soit par sa société d’investissement Claridge ou par des versements individuels. Les profits de l’argent placé dans cette fiducie, dissoute en 2016, n’ont jamais été imposés durant ses 25 ans d’existence. Cette fiducie a également servi à payer Jonathan Kolber, le fils de Leo Kolber, qui s’était installé en Israël pour gérer les investissements massifs des Bronfman dans ce pays.
En février 2020, Bronfman indique que lui, et ses partenaires qui visent à ramener le Baseball majeur à Montréal, allait se porter acquéreur de 30 % des Rays de Tampa Bay d’ici quatre mois. L’actuel propriétaire du club, Stuart Sternberg, nie cette information.

## Philanthropie
Il a fondé avec sa femme la Fondation de la famille Claudine et Stephen Bronfman, qui s'occupe de causes à caractère environnemental, culturel et communautaire à Montréal. En 2010, la fondation a créé une bourse pour les étudiants en art de l'UQAM et de l'université Concordia. Elle a également contribué à mettre sur pied SéminArts, une formation en art avec visites de galeries, de collections d'entreprises et de maisons de collectionneurs, en partenariat avec le musée d'art contemporain de Montréal.
Stephen Bronfman possède une importante collection d'art à titre privé et il a également développé la collection de son entreprise, Claridge.